# بيجتا
بيزهتا (بالروسية: Бежта) هي مدينة في جمهورية داغستان في روسيا. ويبلغ عدد سكانها حوالي 3892 نسمة.